# Литтелтон, Энтони Альфред, 2-й виконт Чандос
Энтони Альфред Литтелтон, 2-й виконт Чандос (англ. Antony Alfred Lyttelton, 2nd Viscount Chandos; 23 октября 1920 — 28 ноября 1980) — британский пэр и военный и из семьи Литтелтон.

## Биография
Родился 23 октября 1920 года. Старший сын Оливера Литтлтона, 1-го виконта Чандоса (1893—1972), и леди Мойры Годольфин Осборн (1892—1976), дочери Джорджа Осборна, 10-го герцога Лидса. Он получил образование в Итонском колледже и Тринити-колледже в Кембридже, получив в 1962 году степень магистра искусств.
Энтони Литтелтон служил в Генеральном штабе во время Второй мировой войны в Средиземном море с 1942 по 1945 год, где он упоминался в донесениях . С 1950 по 1975 год он работал биржевым маклером Panmure Gordon & Co.

## Брак и дети
20 мая 1949 года Энтони Литтелтон женился на Кэролайн Мэри Ласселлес (15 февраля 1928 — 12 июня 2024), дочери сэра Томми Ласселлеса. У супругов было двое сыновей и две дочери:
- Достопочтенная Лора Кэтрин Литтелтон (род. 18 мая 1950)
- Томас Орландо Литтелтон, 3-й виконт Чандос, барон Литтелтон из Олдершота (род. 12 февраля 1953), старший сын и преемник предыдущего
- Достопочтенный Мэтью Перегрин Энтони Литтелтон (род. 21 апреля 1956)
- Достопочтенная Дебора Клэр Литтелтон (род. 18 сентября 1963).

Лорд Чандос скончался в 1980 году, и титул виконта унаследовал его старший сын Томас.